# Chasseurs alpins

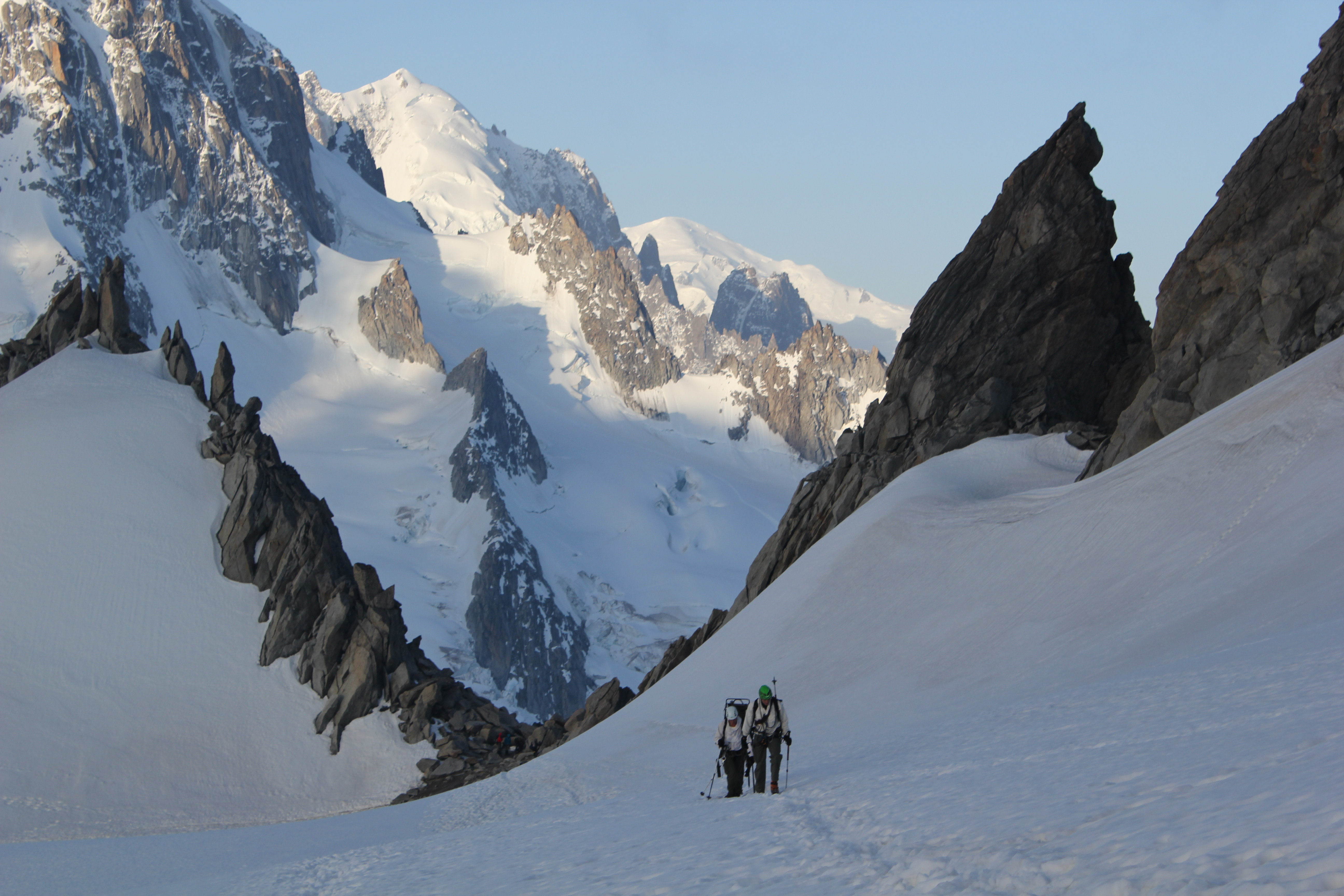
Chasseurs Alpins op oefening in het Mont Blancmassief in 2011

De chasseurs alpins (soms vertaald als Alpijnse jagers in het Nederlands) zijn Franse elite-infanteriesoldaten die gespecialiseerd zijn in gevechten in bergachtig terrein. De gespecialiseerde eenheden werden opgericht in 1888.

## Huidige eenheden
Sinds 1999 zijn de chasseurs alpins, tezamen met andere eenheden, ingedeeld bij de 27e Brigade d'Infanterie de Montagne en zijn ze momenteel ingedeeld in drie bataljons:
- 7e bataljon Varces (Grenoble)
- 13e bataljon, Chambéry
- 27e bataljon, Cran-Gevrier (Annecy)

De training omvat onder meer rotsklimmen en toerskiën, naast winter- en zomerberggidsvaardigheden. Traditionele training omvat ook overlevingstechnieken in het hooggebergte zoals het bouwen van een igloshelter en slapen in temperaturen onder het vriespunt. Moderne troepen kunnen verplaatst worden in alle-terrein VMB's, VAC's (Véhicule articulé chenillé) (Bandvagn 206) of niet-rups VAB's (Véhicule de l'avant blindé). Persoonlijke wapens zijn het FAMAS aanvalsgeweer, Minimi machinegeweer, FR-F2 scherpschuttersgeweer, PGM Hécate II zwaar scherpschuttersgeweer en LGI licht mortier (individuele granaatwerper). Groepswapens zijn onder meer het M2 machinegeweer, LLR 81mm mortier, het voertuig-gemonteerd 20 mm autocannon en enkele anti-tank wapens (AT4, ERYX en MILAN).

## Kleding
De chasseurs alpins dragen doorgaans een zwarte baret, al is er ook een witte baret die bij hun hun wintertenue hoort.

## Geschiedenis

### Oprichting van de chasseurs à pied
Frans koning Louis-Philippe gaf zijn zoon Ferdinand Filips van Orléans de taak om een speciale eenheid op te richten om een nieuw wapen te testen: de  carabine Delvigne-Pontcharra. De kroonprins zou echter een specifieke elite-eenheid oprichten, met lichter en meer functioneel materieel dan de klassieke infanterie, gekleed met een eerder eenvoudige tenue, aangepast voor heimelijke en snelle missies. Deze elite-eenheid ziet het daglicht in 1837 onder de naam « compagnie de chasseurs d'essai ». De compagnie kende een onmiddellijk succes en de koning besliste om deze compagnie te versterken tot het « bataillon provisoire de chasseurs à pied » in 1838. Het bataljon werd naar Algerije gestuurd in het kader van de koloniale oorlogen. Met het succes van deze nieuwe eenheid en op aandringen van verschillende generaals beslist de koning om 10 bataljons "chasseurs à pied" op te richten. Deze eerste tien bataljons worden opgericht op 28 september 1840 in het militair kamp van Helfaut in het noorden van het land (Pas de Calais). In Helfaut werd in 1842 een gedenkzuil gebouwd, de Colonne d'Helfaut.
In november 1853 werd het aantal bataljons uitgebreid tot 20, in 1871 tot 31.

### Oprichting van de chasseurs alpins
Vanaf 1859 raakte de Italiaanse Risorgimento in een stroomversnelling waarbij een sterke staat zou ontstaan. Dit vormde een nieuwe bedreiging aan de andere zijde van de Alpen. Daarbovenop waren het de Italianen die als eerste een speciale eenheid vormen voor gevechten in de bergen (de "Alpini"). Frankrijk reageerde hierop en op 24 december 1888 werd er een wet gestemd die de oprichting van gespecialiseerde troepen voor gevechten in de bergen beoogd. Hiertoe worden 12 van de 31 bataljons chasseurs à pied uitgekozen. Ze nemen de naam « bataillons alpins de chasseurs à pied » aan. Deze naam zal later, in 1916 officieel wijzigen naar "bataillons de chasseurs alpins" (BCA), bestaande uit 6 compagnies van 154 mannen elk.
Maurice Gamelin, de latere opperbevelhebber van de Franse strijdkrachten tijdens de begindagen van de Tweede Wereldoorlog werd commandant van een compagnie in het 15e bataljon van de Chasseurs Alpins in 1904. Hij kreeg applaus van zijn superieuren voor zijn ijver op manoeuvre. In 1911 verkreeg Gamelin het commando van de 11de bataljon van de Chasseurs Alpins in Annecy.

### Eerste Wereldoorlog

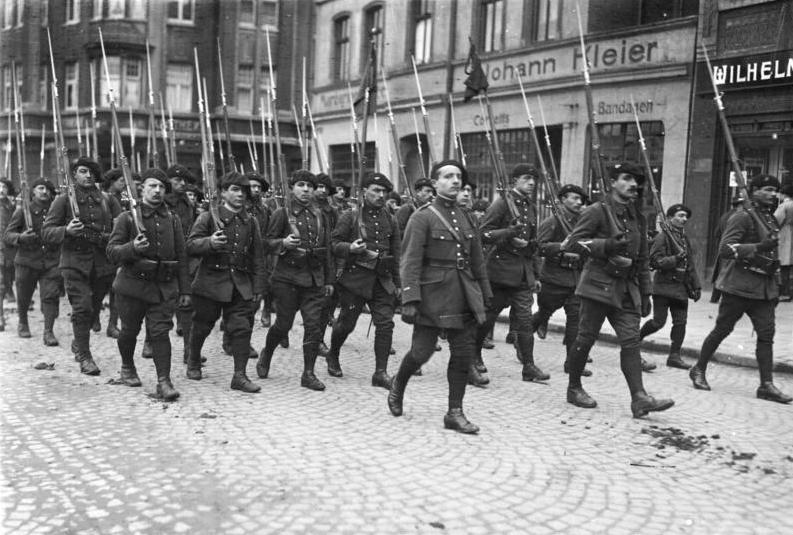
Chasseurs alpins tijdens de Bezetting van de Roer in Buer (nu Gelsenkirchen) in 1923

De begraafplaats Blauwepoort Farm Cemetery in Zillebeke werd in november 1914 door de Franse Chasseurs Alpins opgestart.

### Tweede Wereldoorlog
In april 1945 vonden zware gevechten plaats rond de Petit Mont-Cenis (o.a. op de Mont Froid en Signal du Petit Mont-Cenis). De Franse chasseurs alpins stonden er tegenover Duitse Gebirgsjägers. De gevechten in extreme omstandigheden werden een van de symbolen van de bevrijdingsstrijd in de Alpen. Dit deel van de Maurienne was een van de laatste delen van het Franse grondgebied (Metropolitaans Frankrijk) dat bevrijd werd.

## Enkele bekende chasseurs alpins
- Joseph Darnand
- Antoine Béthouart
- Jacques Faure
- Alain Le Ray
- Maurice Gamelin

## Galerij

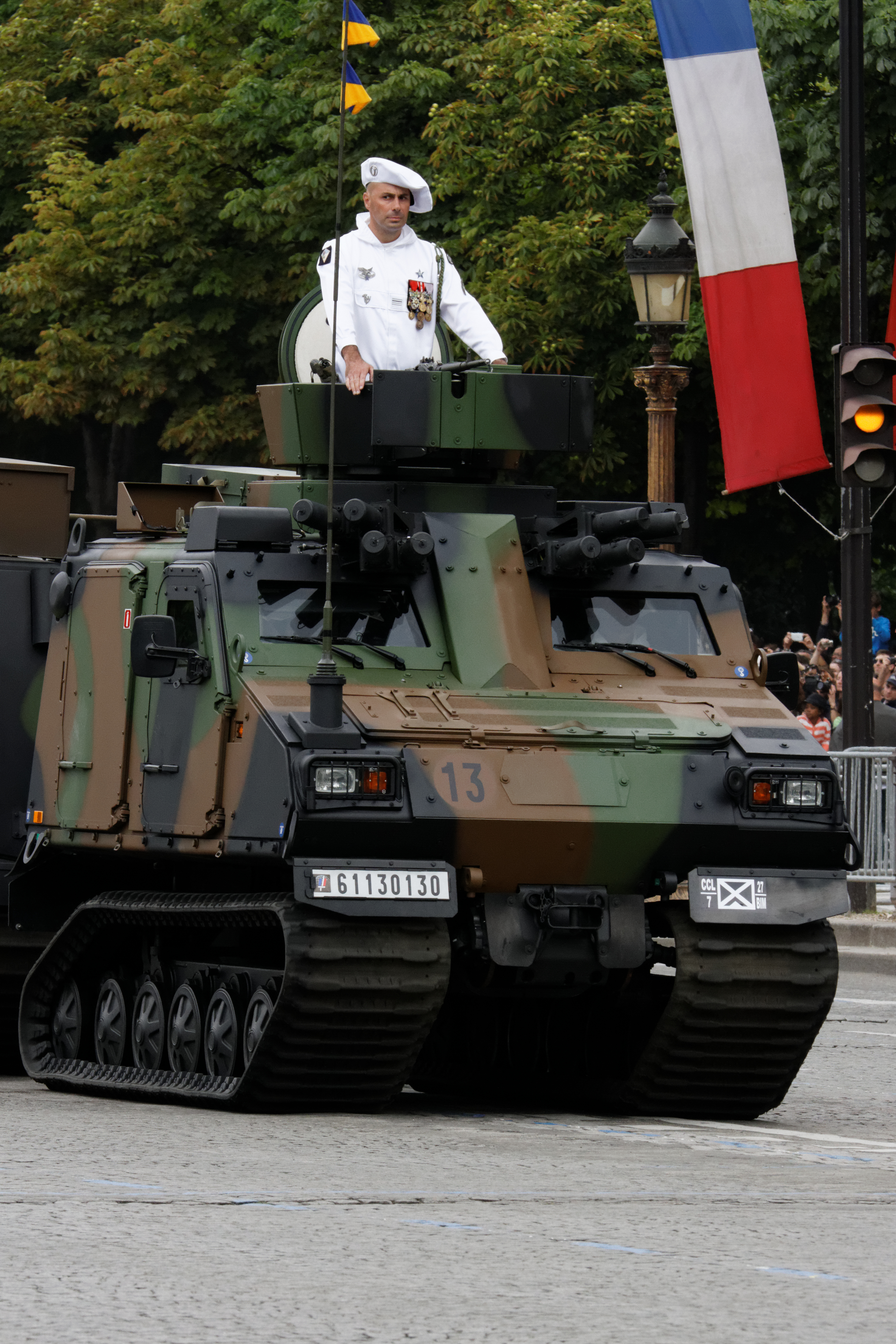
Gemotoriseerde chasseurs alpins op 14 juli 2014 op de Champs-Élysées in Parijs.
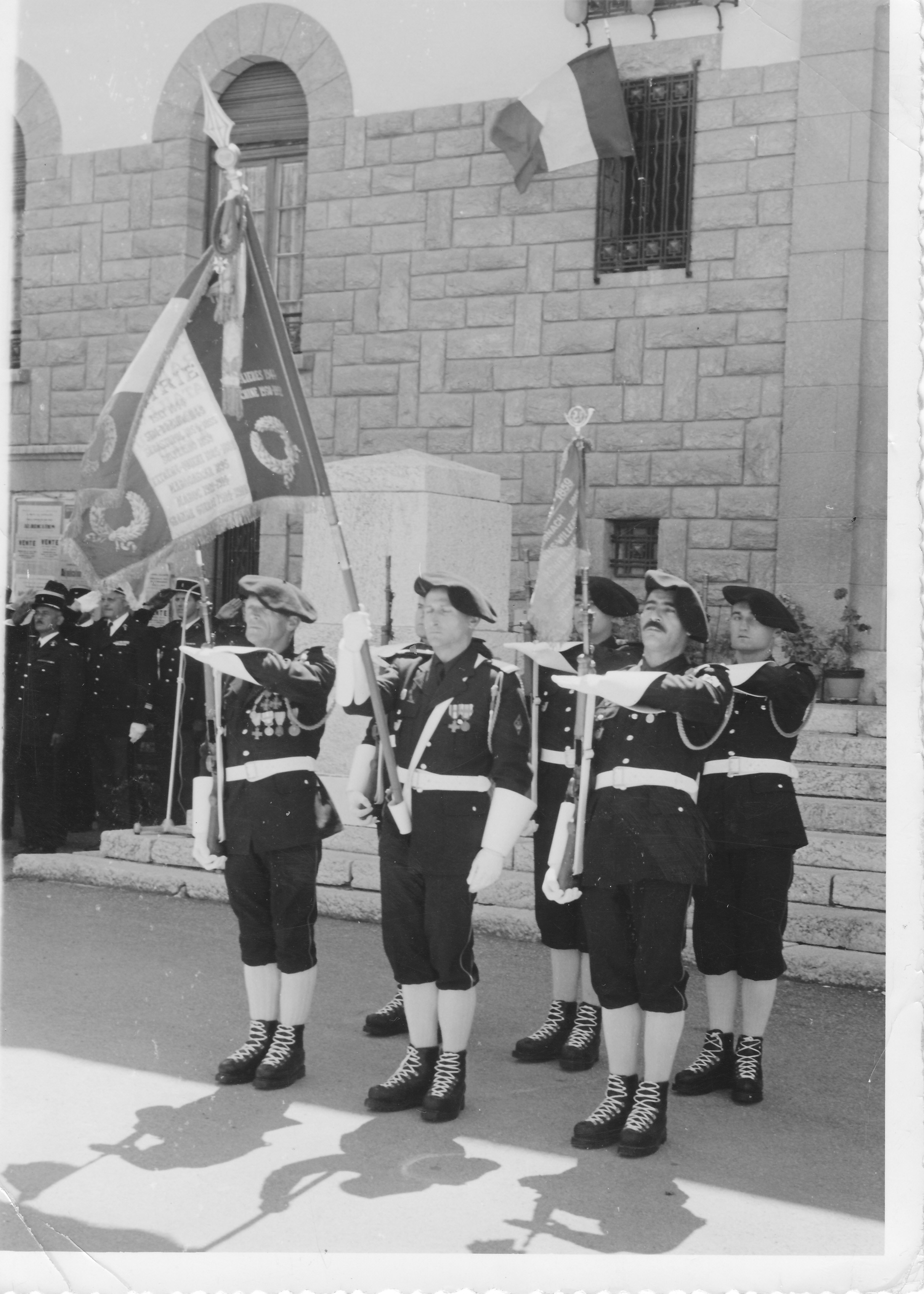
Vlag van de Chasseurs alpins (1970)
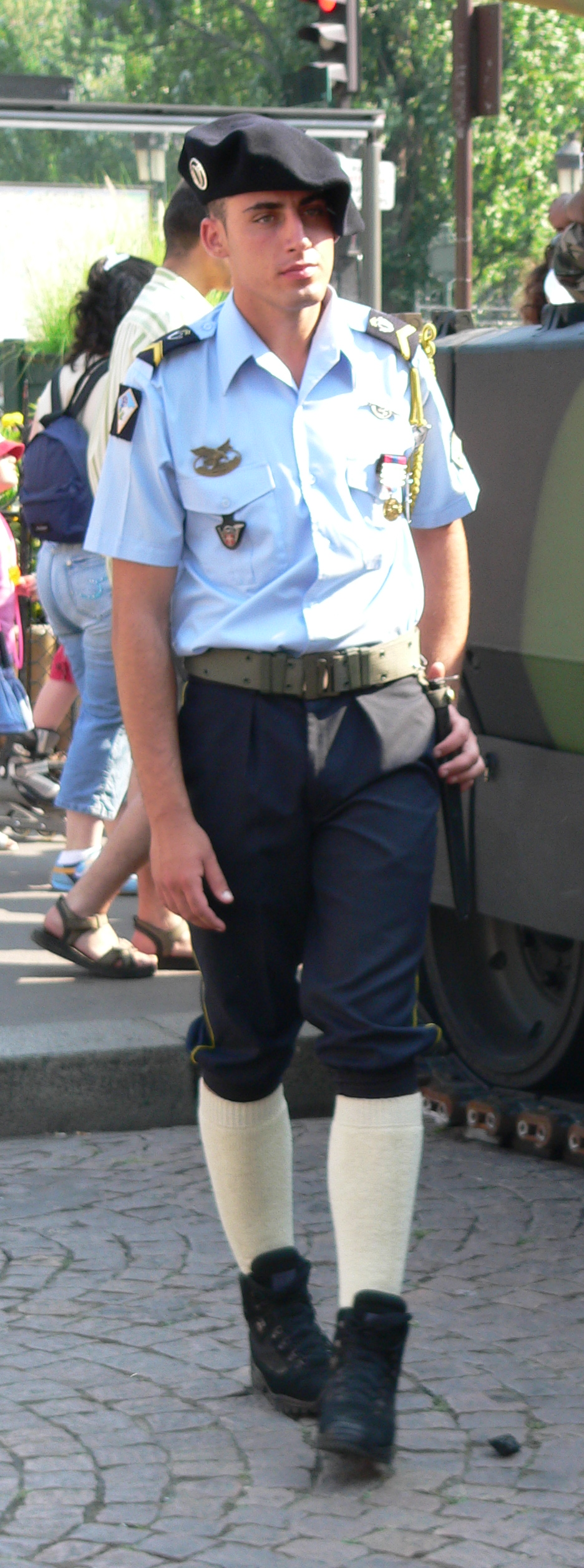
Uniform
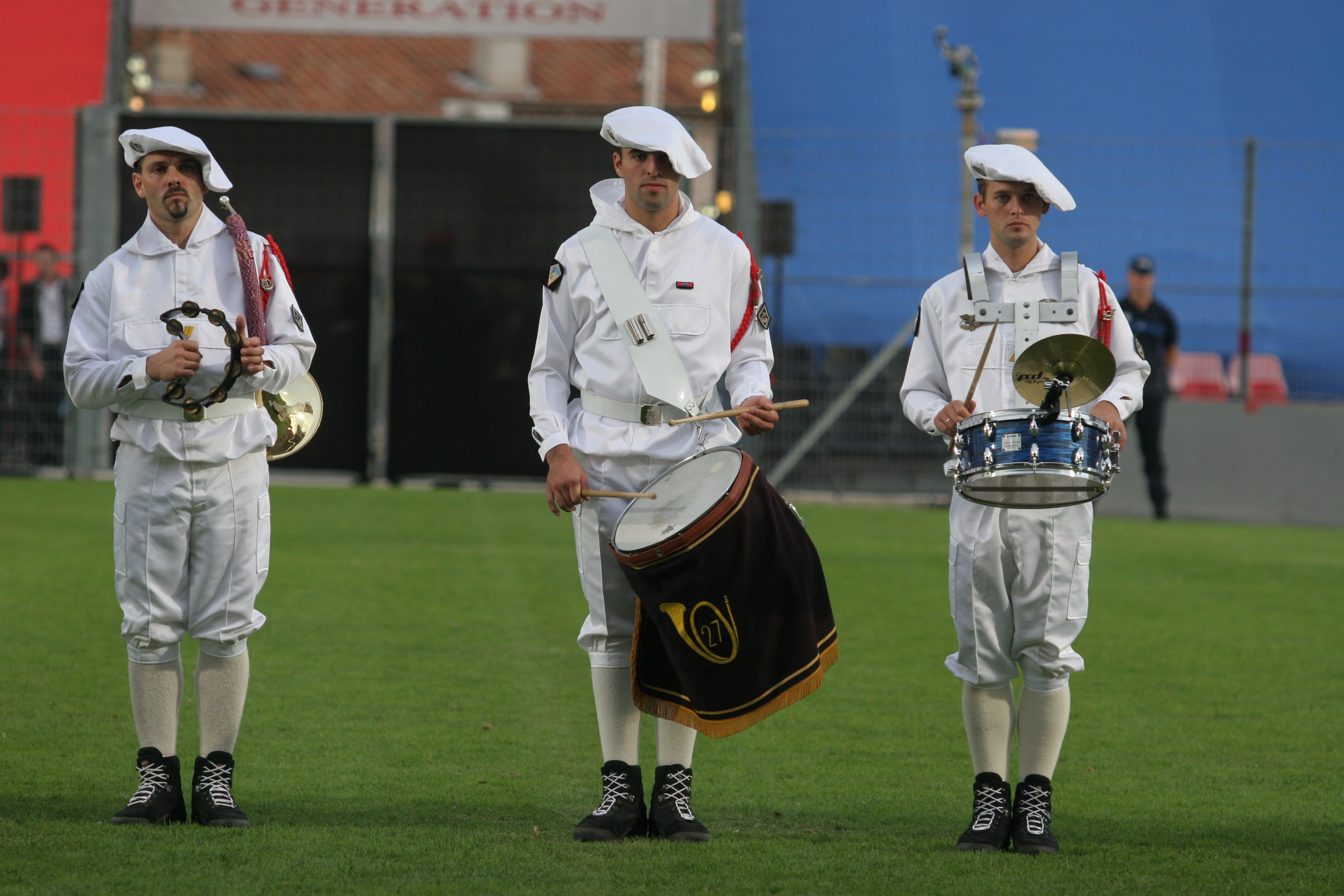
Soldaten in winter tenue
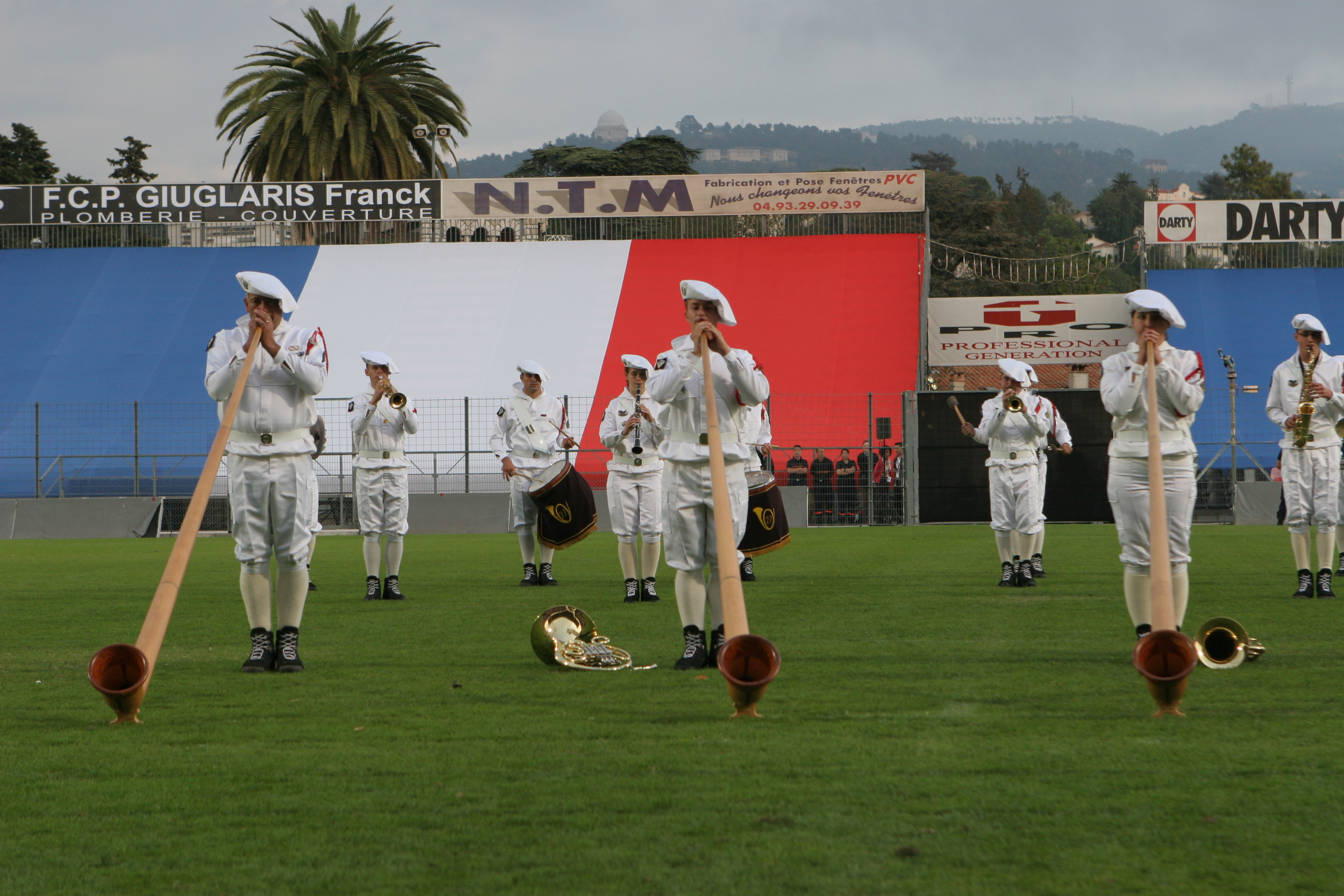
De band van de Chasseurs alpins gebruikt alpenhoorns

## Vergelijkbare eenheden in andere landen
- Duitsland: Gebirgsjäger (Bergjagers)
- Italië: Alpini
- Polen: Strzelcy podhalańscy
- Roemenië: Vânători de Munte (Bergjagers)